# SHS in het seizoen 1958/59
Het seizoen 1958/1959 was het vijfde jaar in het bestaan van de Haagse betaaldvoetbalclub SHS. De club kwam uit in de Eredivisie en eindigde daarin op de 18e plaats, dit hield in dat de club rechtstreeks degradeerde naar de Eerste divisie. Tevens deed de club mee aan het toernooi om de KNVB beker, hierin werd in de vierde ronde verloren van Ajax (1–2).

## Wedstrijdstatistieken

### Eredivisie
|       | ADO   | Ajax  | Blauw-Wit | DOS    | DWS/A | Elinkwijk | Sportclub Enschede | Feijenoord | Fortuna '54 | MVV   | NAC   | NOAD  | PSV   | Rapid JC | Sparta | VVV   | Willem II |
| ----- | ----- | ----- | --------- | ------ | ----- | --------- | ------------------ | ---------- | ----------- | ----- | ----- | ----- | ----- | -------- | ------ | ----- | --------- |
| Thuis | 2 – 2 | 2 – 9 | 1 – 3     | 3 – 3  | 3 – 2 | 0 – 1     | 3 – 2              | 1 – 2      | 2 – 0       | 4 – 1 | 2 – 2 | 1 – 7 | 2 – 3 | 0 – 1    | 1 – 5  | 1 – 2 | 6 – 1     |
| Uit   | 3 – 2 | 1 – 2 | 2 – 3     | 10 – 0 | 2 – 1 | 2 – 0     | 5 – 0              | 4 – 1      | 4 – 1       | 2 – 2 | 5 – 0 | 4 – 3 | 4 – 2 | 2 – 1    | 6 – 1  | 4 – 1 | 5 – 0     |

### KNVB beker
| 1e ronde                                   | DCL                               | 0 – 3 (0 – 0)        | SHS                                                    |
| 19 april 1959 Plaats: Rotterdam Houtrust   |                                   |                      | Eddy Moreels Gerrit Beekhuizen Jan Huntink             |
| 2e ronde                                   | SHS                               | 3 – 1 (3 – 0)        | Xerxes                                                 |
| 30 april 1959 Plaats: Den Haag Houtrust    | Ben Terlaak 63'                   |                      | 30' Piet Dekker 75' Eddy Moreels 85' Gerrit Beekhuizen |
| 3e ronde                                   | Haarlem                           | 2 – 3 (1 – 2, 2 – 2) | SHS                                                    |
| 10 mei 1959 Plaats: Haarlem Jan Gijzenkade | Piet Groeneveld 38' Paul Degenaar |                      | Jan van Geen Wim Zwarts 100' Eddy Moreels              |
| 4e ronde                                   | SHS                               | 1 – 2 (0 – 0)        | Ajax                                                   |
| 28 mei 1959 Plaats: Den Haag Houtrust      | Arie de Wit 85' (pen.)            |                      | 49' Jan Seelen 62' (pen.) Piet van der Kuil            |

## Statistieken SHS 1958/1959

### Eindstand SHS in de Nederlandse Eredivisie 1958 / 1959
| Stand | Gespeeld | Gewonnen | Gelijk | Verloren | Punten | Doelpunten voor | Doelpunten tegen |
| ----- | -------- | -------- | ------ | -------- | ------ | --------------- | ---------------- |
| 18e   | 34       | 7        | 4      | 23       | 18     | 54              | 111              |

### Topscorers
| #      | Naam              | Goal |
| ------ | ----------------- | ---- |
| 1.     | Wim Zwarts        | 14   |
| 2.     | Cees IJspelder    | 9    |
| 3.     | Eddy Moreels      | 7    |
| 4.     | Jan van Geen      | 6    |
| 4.     | Jan Huntink       | 6    |
| 6.     | Gerrit Beekhuizen | 5    |
| 7.     | Arie de Wit       | 4    |
| 8.     | Piet Dekker       | 1    |
| 8.     | Wim van Elderen   | 1    |
| 8.     | Wout Zuidgeest    | 1    |
| Totaal | Totaal            | 54   |

| #      | Naam              | Goal |
| ------ | ----------------- | ---- |
| 1.     | Eddy Moreels      | 3    |
| 2.     | Gerrit Beekhuizen | 2    |
| 3.     | Piet Dekker       | 1    |
| 3.     | Jan van Geen      | 1    |
| 3.     | Jan Huntink       | 1    |
| 3.     | Arie de Wit       | 1    |
| 3.     | Wim Zwarts        | 1    |
| Totaal | Totaal            | 10   |

## Voetnoten
ADO ·
Ajax ·
Blauw-Wit ·
DOS ·
DWS/A ·
Elinkwijk ·
Sportclub Enschede ·
Feijenoord ·
Fortuna '54 ·
MVV ·
NAC ·
NOAD ·
PSV ·
Rapid JC ·
SHS ·
Sparta ·
VVV ·
Willem II